# Gerbillus muriculus
Gerbillus muriculus là một loài động vật có vú trong họ Chuột, bộ Gặm nhấm. Loài này được Thomas & Hinton mô tả năm 1923.